# Krajowe Eliminacje do Konkursu Piosenki Eurowizji Junior 2017
Krajowe Eliminacje do Konkursu Piosenki Eurowizji Junior 2017 – polskie selekcje mające na celu wyłonienie reprezentanta Polski na 15. Konkurs Piosenki Eurowizji Junior organizowany w Tbilisi. Finał eliminacji odbył się 1 października 2017 w holu siedziby TVP przy ul. Woronicza 17.
Finał konkursu wygrała Alicja Rega z utworem „Mój dom”, którą napisał Marek Kościkiewicz.

## Geneza organizacji konkursu
W sierpniu 2017 roku Telewizja Polska potwierdziła udział w 15. Konkursie Piosenki Eurowizji Junior organizowanym w Tbilisi. TVP ogłosiła, że polski reprezentant zostanie wybrany poprzez krajowe eliminacje.

## Przebieg konkursu

### Czas i miejsce konkursu
Finał polskich selekcji do 15. Konkursu Piosenki Eurowizji Junior odbył się 1 października 2017 roku w Warszawie. Koncert finałowy był transmitowany od godziny 17:35 na antenie TVP1 oraz TVP Polonia.

### Zgłaszanie utworów
Proces nadsyłania propozycji przez twórców ruszył na początku sierpnia 2017 roku. Wszystkie nadesłane propozycje musiały spełniać warunki regulaminu konkursu: posiadać tekst głównie w języku polskim, trwać nie dłużej niż 3 minuty oraz nie mogą zostać opublikowane przed 1 maja 2017 roku. Wykonawca musiał mieć od 9 do 14 lat.
11 września 2017 roku zakończono przyjmowanie zgłoszeń do udziału w eliminacjach, a 19 września odbyły się przesłuchania wybranych wykonawców. 20 września TVP ujawniła listę dziesięciu uczestników krajowych eliminacji, którymi zostali (kolejność alfabetyczna):
- ASMki (Amelia Zduńczyk, Anna Kugel, Sonja Sadowska, Alicja Armata) – „Pod prąd”
- Tomek Bao – „Pochodnie”
- Urszula Kowalska – „Jestem jaka jestem”
- Stanisław Kukulski – „To co żyje w nas”
- Maya & Marcel – „Tacy sami”
- Dominika Ptak – „Anioły”
- Alicja Rega – „Mój dom”
- Monika Urbanowicz – „Płomień miłości”
- WAMWAY (Jakub Gondek, Michał Rosiński, Maciej Kącki, Leon Natan-Paszek, Bartosz Imielski) – „Jesteś mym marzeniem”
- Natalia Wawrzyńczyk – „Nie jesteś sam”

Swoje kandydatury zgłosili także m.in. Julia Chmielarska („Iskra”), Grzegorz „Nevedon” Szymański („Yin Yang”), Kinga Skoczylas („Kim jesteś”), Amelia Bakalarz („Chcę, to mam”), Ola Tracz („To jest mój czas”), Klaudia Łacka („Jak Cię odnaleźć”), Paweł Tischner („Nie spać”), Julia Biłek („Paradoks”), Maja Tębłowska („Wspomnienie”), Wiktoria Tracz („Naście lat”), Karina Skwarczyńska („Chcę kochać świat)” i Amelia Kurantowicz („Letni płomyk”).

### Prowadzący i jury

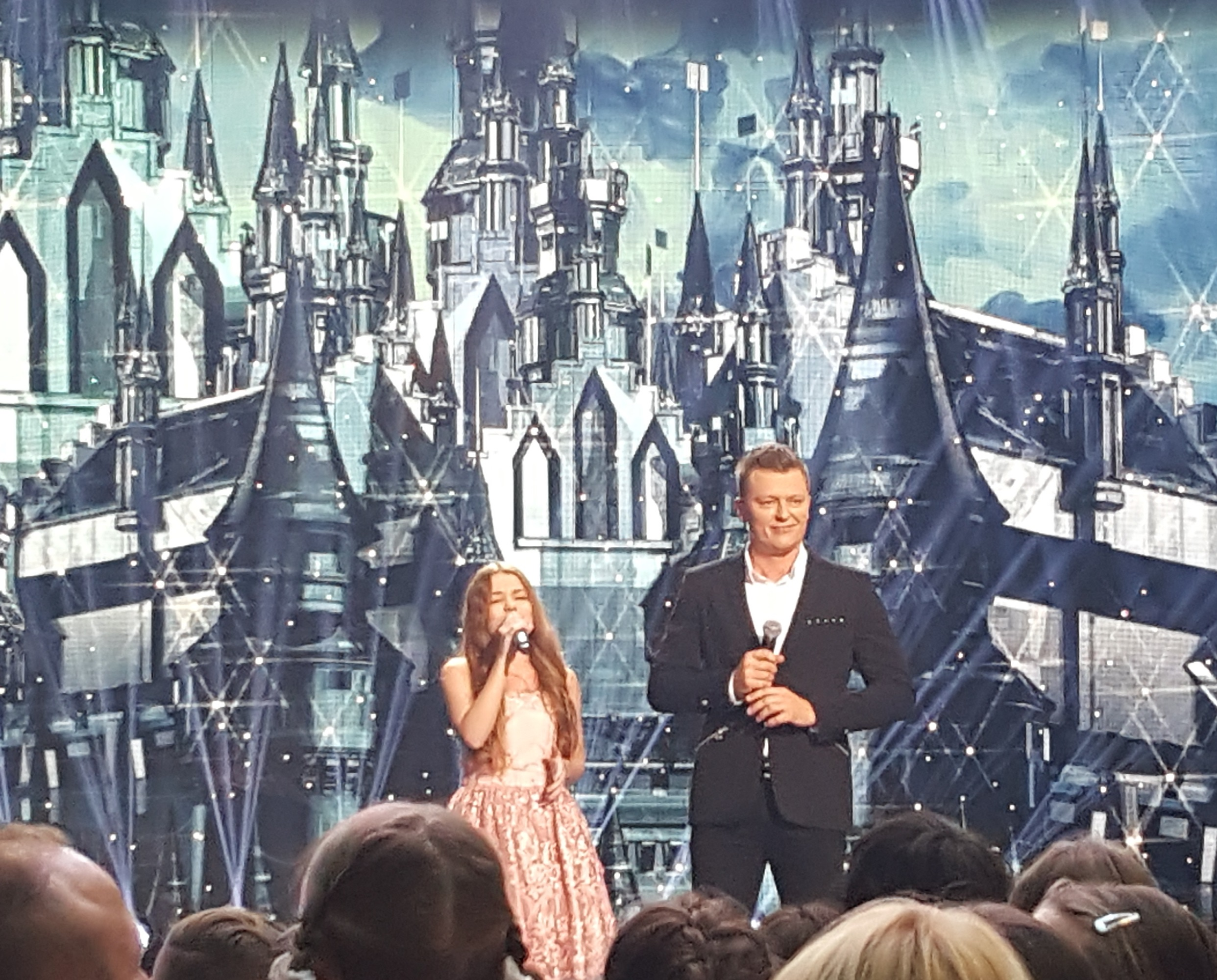
Olivia Wieczorek i Rafał Brzozowski podczas gościnnego występu w finale eliminacji, 2017

We wrześniu TVP ujawniła serwisowi Plejada.pl, że finał krajowych eliminacji poprowadzi piosenkarz Rafał Brzozowski, a w jury selekcji zasiądą: piosenkarki Natalia Szroeder i Sylwia Lipka oraz dziennikarz Artur Orzech.

## Wyniki
Zwycięzca eliminacji został wybrany poprzez głosowanie jurorów oraz telewidzów, którzy będą oddawali swoje głosy za pomocą SMS. Podczas koncertu ogłoszono jedynie laureata konkursu. Po finale niektórzy finaliści ujawnili w mediach społecznościowych informacje o zajętych przez siebie miejscach.
| Lp. | Wykonawca           | Piosenka                          | Język             | Wynik |
| --- | ------------------- | --------------------------------- | ----------------- | ----- |
| 1.  | ASMki               | „Pod prąd”                        | polski            | N/Z   |
| 2.  | Monika Urbanowicz   | „Płomień miłości (Flame of Love)” | polski, angielski | N/Z   |
| 3.  | Maya i Marcel       | „Tacy sami”                       | polski            | N/Z   |
| 4.  | WAMWAY              | „Jesteś mym marzeniem”            | polski            | N/Z   |
| 5.  | Tomek Bao           | „Pochodnie”                       | polski            | N/Z   |
| 6.  | Dominika Ptak       | „Anioły”                          | polski            | N/Z   |
| 7.  | Natalia Wawrzyńczyk | „Nie jesteś sam”                  | polski            | N/Z   |
| 8.  | Stanisław Kukulski  | „To co żyje w nas”                | polski            | N/Z   |
| 9.  | Alicja Rega         | „Mój dom”                         | polski            | 1     |
| 10. | Urszula Kowalska    | „Jestem jaka jestem”              | polski            | 2     |